# Нанси Бауман
Нанси Бауман (на немски: Nancy Baumann) е германско-швейцарска певица, танцьорка и дизайнерка на костюми.
От 2001 г. е омъжена за популярния швейцарски изпълнител DJ BoBo. Понастоящем живее в Швейцария. През годините е била в певческия състав на групи като Haddaway и 3-o-Matic.

## Кратка биография

### Младежки години
Родена е в Мюнхен, Западна Германия на 23 ноември 1970 г. В младежките си години Нанси завършва курсове за музикално и танцово развитие: по балет, джаз, степ и пеене.
На 12-годишна възраст е избрана сред 2000 кандидатки за само 2 избрани балетни танцьори в балетно училище на фондация „Хайнц-Бос“. На 16 години успява да надделее над 300 състезатели и да играе роля в мюзикъла „Елвис“ . По-късно работи за телевизиония балет „Престън Филипс денсърс“, както и дефилира в модни ревюта като модел. В телевизията получава малки поддържащи роли в сериали.

### Музикална кариера
През 1993 г. прави първия си поп-музикален опит като беквокалистка и танцьор на поп-звездата Haddaway. На фестивала „Мега Денс“ се среща за първи път с DJ BoBo и от януари 1995 г. е неразделна част от групата му.
Междувременно става част от триото 3-o-Matic. С песните „Success“, „Hand in Hand“ и „All I Want You Is“ тя постига международен успех. След като триото се разпада, то продължава съществуването си като дует, наречен „2 For Good“. Дуетът записва няколко песни. През 1998 г. Нанси започва соловата си кариера под името „Енфлайм“. Нейният солов проект обаче не е много успешен.

### Личен живот
От 9 август 2001 г. е омъжена за DJ BoBo, известен като Рене Бауман, приемайки неговата фамилия. Двамата имат 2 деца и живеят в Кастаиебаум, Швейцария.